# Machel Montano
Machel Montano (24 de noviembre de 1974) es un cantante, actor, productor discográfico y compositor de soca trinitense. 

## Carrera musical
Montano es el líder de la banda de soca The HD Family, y se destaca por sus actuaciones en el escenario de alta energía, de ritmo rápido y a menudo impredecibles. En 1987 fue el finalista más joven en ganar el Caribbean Song Festival. Su carrera abarca más de 30 años. Ahora se destaca como uno de los actos de soca más conocidos del mundo, utilizando su influencia como artista capaz de vender espectáculos. Recientemente se mudó al área de Los Ángeles y avanzó en su búsqueda, diciendo: "Puede que yo no sea yo quien lo saque adelante, pero mientras tanto, tengo mucho trabajo por hacer para que algo suceda.  

## Primeros años
Montano nació en Carenage (noroeste de Trinidad), y su familia se mudó a Siparia, (suroeste de Trinidad), cuando era muy joven. Asistió a Siparia Boys 'R.C., luego Presentation College, una prestigiosa escuela secundaria en San Fernando, donde estuvo en el coro dirigido por la Sra. Cynthia Lee-Mack.  Machel saltó a la fama por primera vez cuando era un niño de nueve años con la canción "Too Young To Soca" cuando todavía estaba en la escuela primaria. En 1984, junto con su hermano mayor Marcus y sus vecinos, se inició el grupo Pranicsoft Express y, en 1989, la banda se convirtió en Xtatik. En abril de 1986, a la edad de 11 años, Montano apareció en el programa de televisión principal Star Search .  